# Parco delle Madonie
Der Parco delle Madonie ist ein italienischer Regionalpark in den Madonien auf Sizilien, der am 9. November 1989 eingerichtet wurde. Seit 2004 ist er zudem Bestandteil des Global Geoparks Network und seit 2015 als UNESCO Global Geopark ausgewiesen mit der Bezeichnung Madonie UNESCO Global Geopark.

## Geographie
Der Parco delle Madonie liegt im Norden Siziliens in den Madonien, einer Gebirgskette, deren höchsten Gipfel der Pizzo Carbonara mit 1979 m aufweist. Dieser ist zugleich der höchste nichtvulkanische Berg Siziliens. Die nächsthöchsten Berge im Park sind Monte San Salvatore (1912 m), Monte Ferro (1906 m), Monte Quacella (1869 m) und Monte dei Cervi (1656 m). Der Naturpark umfasst Teile der 15 Gemeinden Caltavuturo, Castelbuono, Castellana Sicula, Cefalù, Collesano, Geraci Siculo, Gratteri, Isnello, Petralia Soprana, Petralia Sottana, Polizzi Generosa, Pollina, San Mauro Castelverde, Scillato und Sclafani Bagni in der Metropolitanstadt Palermo. Die Parkfläche beträgt 399,41 km², was etwa 1,6 Prozent der Gesamtfläche Siziliens ausmacht.
Der Park zeugt von 220 Millionen Jahren geologischer Geschichte Siziliens. Das Gestein im Park besteht hauptsächlich aus dolomitischem Kalkstein. Karstmorphologien entwickelten sich in jüngerer Zeit, vor 23,5 Millionen Jahren. Zu den geologischen Landmarken gehört Gole di Tiberio, eine Schlucht am Pollina mit Aufschlüssen aus mesozoischem Kalkstein, die durch die Flusserosion geformt wurden. Eine weitere Schlucht ist Gola di Isnello. Darüber hinaus kann beispielsweise die Grotta Grattara besichtigt werden, eine Tropfsteinhöhle. Zum Beispiel am Rocca di Cefalù in der Gemeinde Cefalù gibt es dagegen Fossilien aus der Kreidezeit (Rudisten). Dort können auch Befestigungsanlagen aus der Zeit des Byzantinischen Reiches und die Überreste eines antiken heidnischen Tempels besichtigt werden, eines großen Megalithkomplexes aus dem 9. Jahrhundert v. Chr.

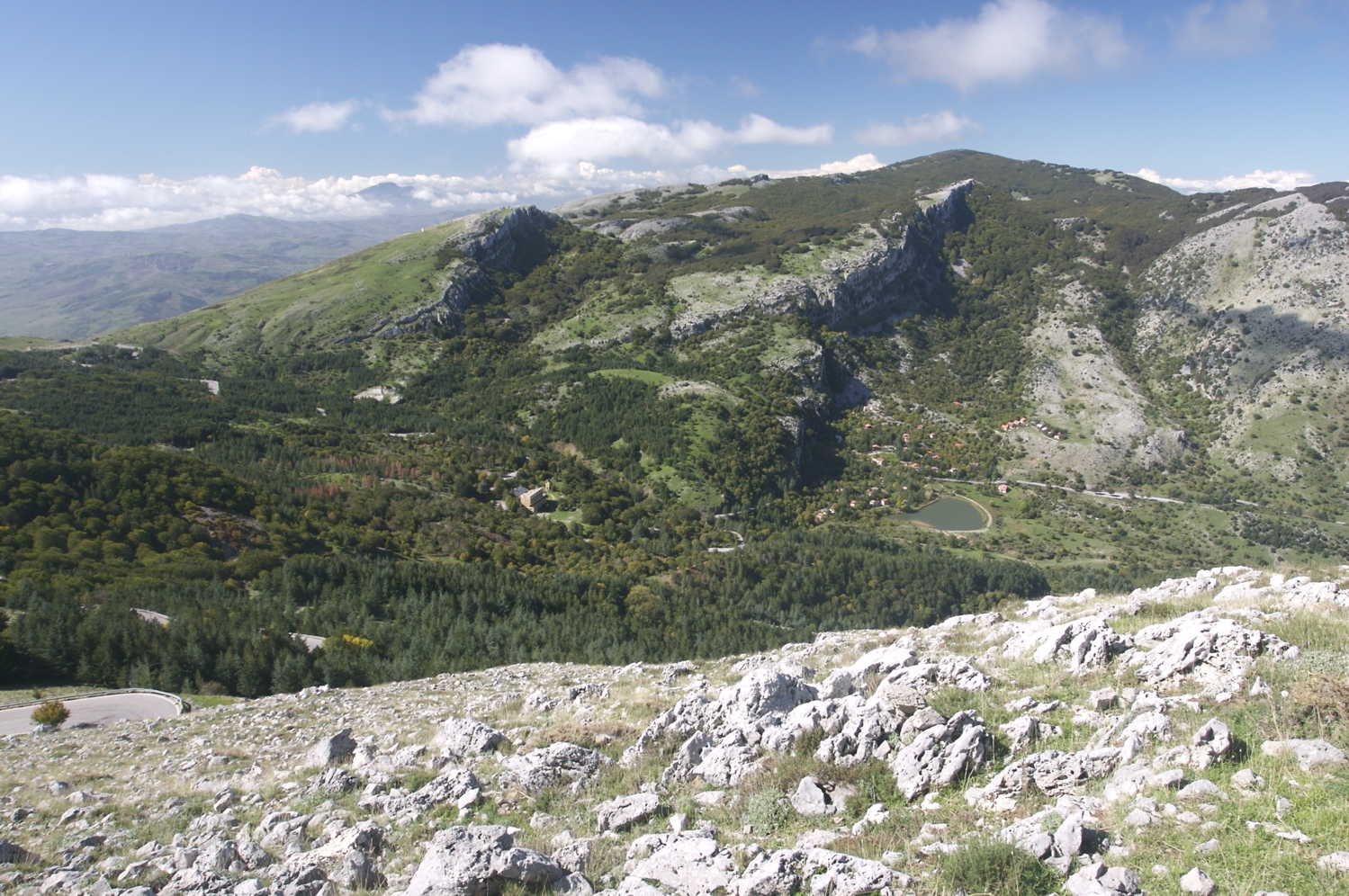
Blick auf den Pizzo Carbonara
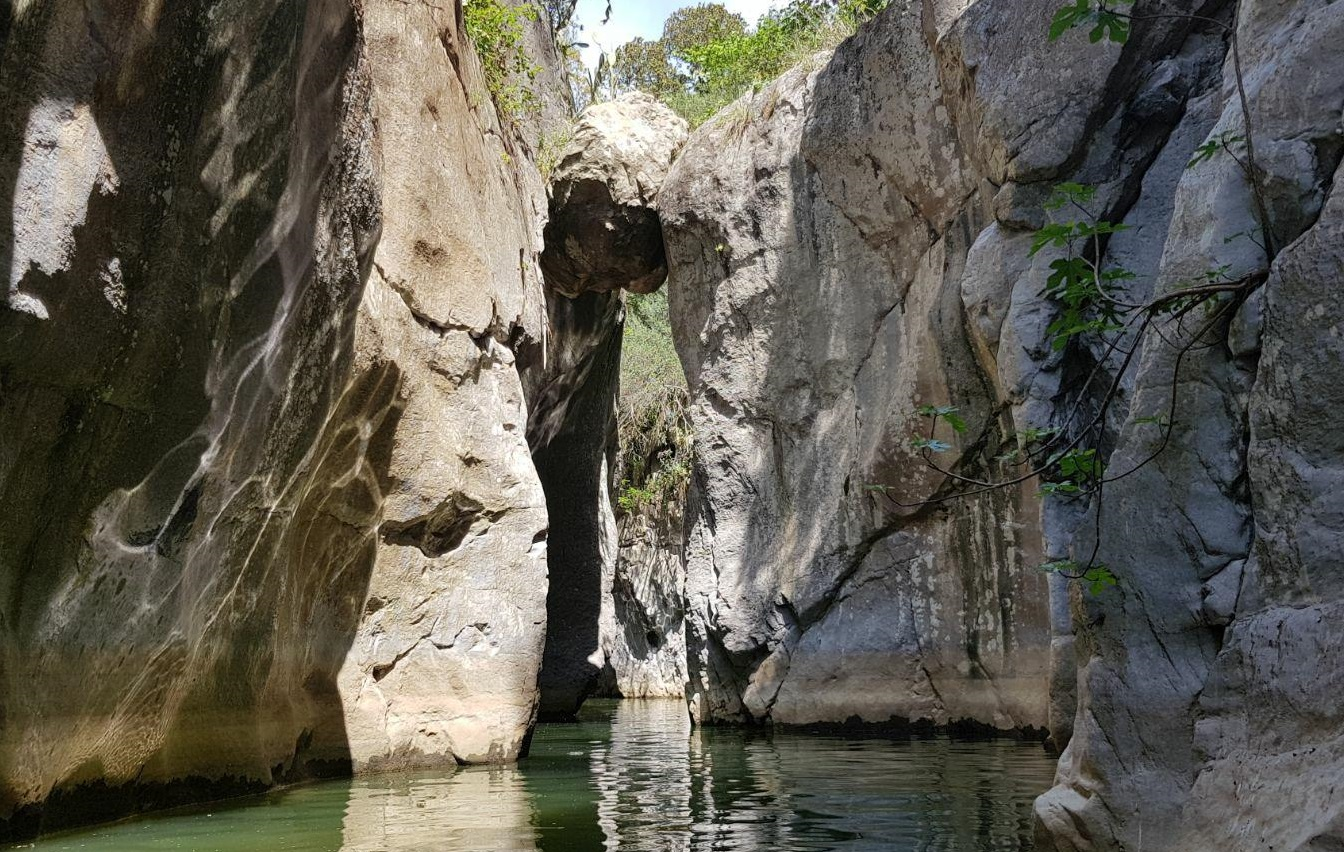
Gole di Tiberio
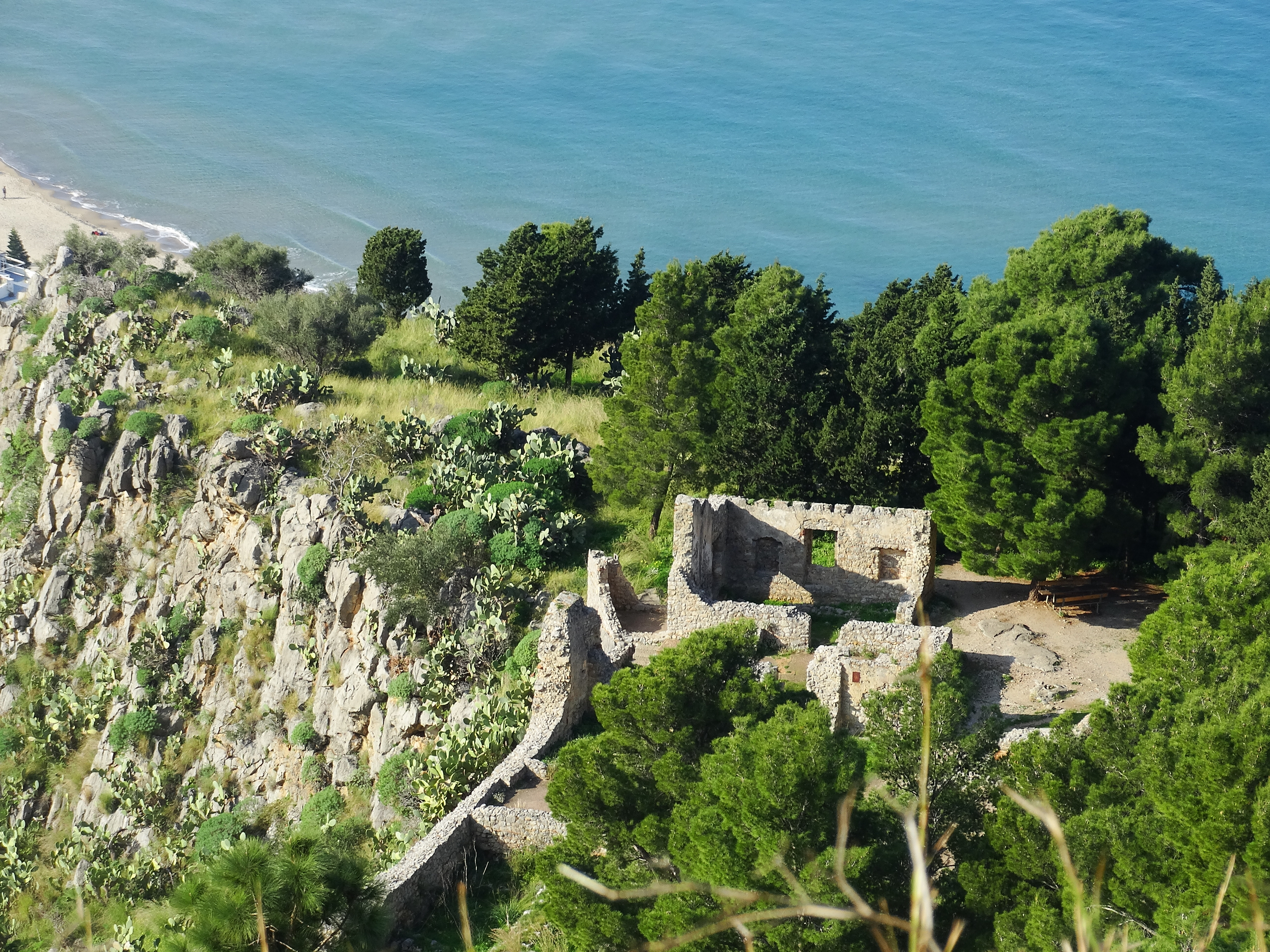
Rocca di Cefalù

## Flora und Fauna

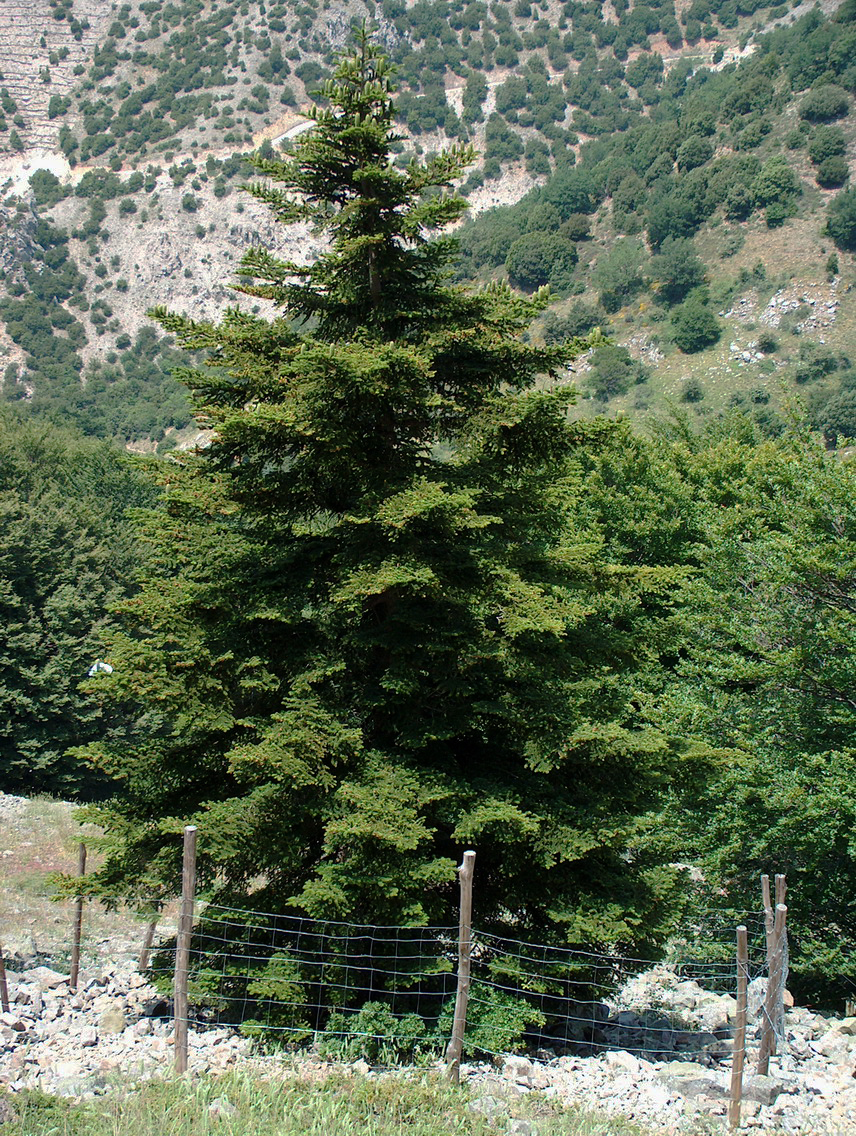
Zum Schutz eingezäunte Nebrodi-Tanne (Abies nebrodensis)

Das Parkgebiet umfasst mit Laubwäldern, Wiesen und felsigen Gebieten verschiedene Lebensräume und weist eine hohe Artenvielfalt auf.
So finden sich etwa 2600 verschiedene Pflanzenarten, vergleichbar viele wie in Ägypten, Tunesien oder Algerien, darunter etwa 150 der rund 200 endemischen Arten Siziliens. Besonders bekannt ist die Nebrodi-Tanne (Abies nebrodensis), die im Parkgebiet endemisch und mit einem Bestand von lediglich etwa 30 ausgewachsenen Bäumen vom Aussterben bedroht ist. Die Bäume wachsen auf den steilen Berghängen, wo sie durch Abholzungen und Erosion bis 1900 fast vollständig ausgerottet wurden. Erst 1957 wurde die Nebrodi-Tanne wiederentdeckt. Ebenfalls nur im Park verbreitet ist unter anderem das Federgras Stipa sicula, welches am Monte Quacella wächst. Zu den vorkommenden seltenen und in Sizilien endemischen Blumen zählt zum Beispiel die Tragantart Astragalus nebrodensis, die auf Höhen über 1200 m zu finden ist, sowie die Veilchenart Viola nebrodensis. Besonders selten ist auch das Griechische Blaukissen und auffällig die im März bis Juni in den Bergebenen weiß bis rot blühenden Pfingstrosen. Besonders sind zudem einige mehrere hundert Jahre Einzelbäume im Park, darunter finden sich Feldahorn, Berg-Ahorn, Europäische Stechpalme, Rotbuche, Steineiche, Traubeneiche, Flaumeiche, Korkeiche und Mandelblättrige Birne. Die von den afrikanischen Winden geschützte Nordseite des Parks ist mit dichten Wäldern bedeckt. Dort finden sich Jahrhunderte alte Olivenhaine, Wälder aus Korkeichen, Flaumeichen, Kastanien und Eschen. In den Bergen wachsen Steineichen und Buchen.
Im Parco delle Madonie kommen alle auf Sizilien verbreiteten Säugetiere vor, darunter der Damhirsch, das Wildschwein, der Rotfuchs, der Braunbrustigel und der Korsika-Hase. Das Verbreitungsgebiet des gefährdeten Korsika-Hasen umfasst neben Sizilien, Korsika und das mittlere Italien. Der Braunbrustigel kommt in der Madonie recht häufig vor, sein größter Fressfeind ist der Rotfuchs. Der Damhirsch starb Ende des 19. Jahrhunderts auf Sizilien aus, wo er zuvor mindestens 1200 Jahre vorkam. In den 1980er Jahren wurde er in einigen Gebieten wieder eingeführt. Im Parco delle Madonie gibt es inzwischen bis etwa 300 Damhirsche. Darüber hinaus sind etwa 70 % der Brutvögel und 60 % der wirbellosen Tiere Siziliens vertreten. So gab es Stand 2001 innerhalb des Gebiets etwa 4 bis 8 Brutpaare des Lannerfalken, 15 bis 20 des Wanderfalken, 40 bis 60 der Alpenkrähe, 100 bis 500 des von der IUCN als potentiell gefährdet eingestuften Steinhuhns und 200 bis 600 der ebenfalls potentiell gefährdeten Provencegrasmücke. Die Madonie wurde daher von BirdLife International als Important Bird Area identifiziert. Unter den Tagfaltern finden sich in der Madonie 90 von 100 der für Sizilien verzeichneten Arten. Diese umfassen 14 Dickkopffalter-, 5 Ritterfalter-, 11 Weißlings-, 19 Bläulings- und 41 Edelfalterarten. Neben der insgesamt hohen Vielfalt an Tagfaltern ist auch die Anzahl der endemischen Unterarten besonders, darunter Unterarten des Komma-Dickkopffalters (Hesperia comma hemipallida), Roten Apollo (Parnassius apollo siciliae), Violetten Feuerfalters (Lycaena alciphron bellieri), Storchschnabel-Bläulings (Eumedonia eumedon nebrodensis) und Zahnflügel-Bläulings (Polyommatus daphnis pallidecolor).